# 閩南語拉丁化歷史
閩南語拉丁化，用於書寫閩南語泉漳片的拉丁化方案有許多種，目前以白話字及臺羅拼音較為流行。白話字是歷史最為悠久的拉丁化方案，因此廣泛流通於全球各地的閩南語流通地區。至於臺羅則是為中華民國教育部採用為官方辭典用拼音，並主要流通於台灣。兩者的相容性良好，臺羅可被視為白話字的增補或發展上的分支。此外，廈門大學所編的辭典則採用相容於漢語拼音的閩南方言拼音方案，與上述兩者歧異較大，並不相容。
關於漢語整體的拼音史，見漢語拼音史。

## 歷史
閩南語拉丁化最早可追溯至17世紀大航海時代，在英國東印度公司與台灣鄭氏王朝的通商商館紀錄中，便已有許多以閩南語音拼寫的拉丁化文獻。而

## 參閲
- 閩南語輸入法

## 外部連結
- 臺灣鄭氏與英國的通商關係史